# Arandas (cratera)
A cratera Arandas é uma cratera no quadrângulo de Mare Acidalium em Marte, localizada a  42.77° norte e 15.17° oeste.  Ela possui um diâmetro de 25.1 km e recebeu o nome de uma cidade no México. 